# Edition Peters

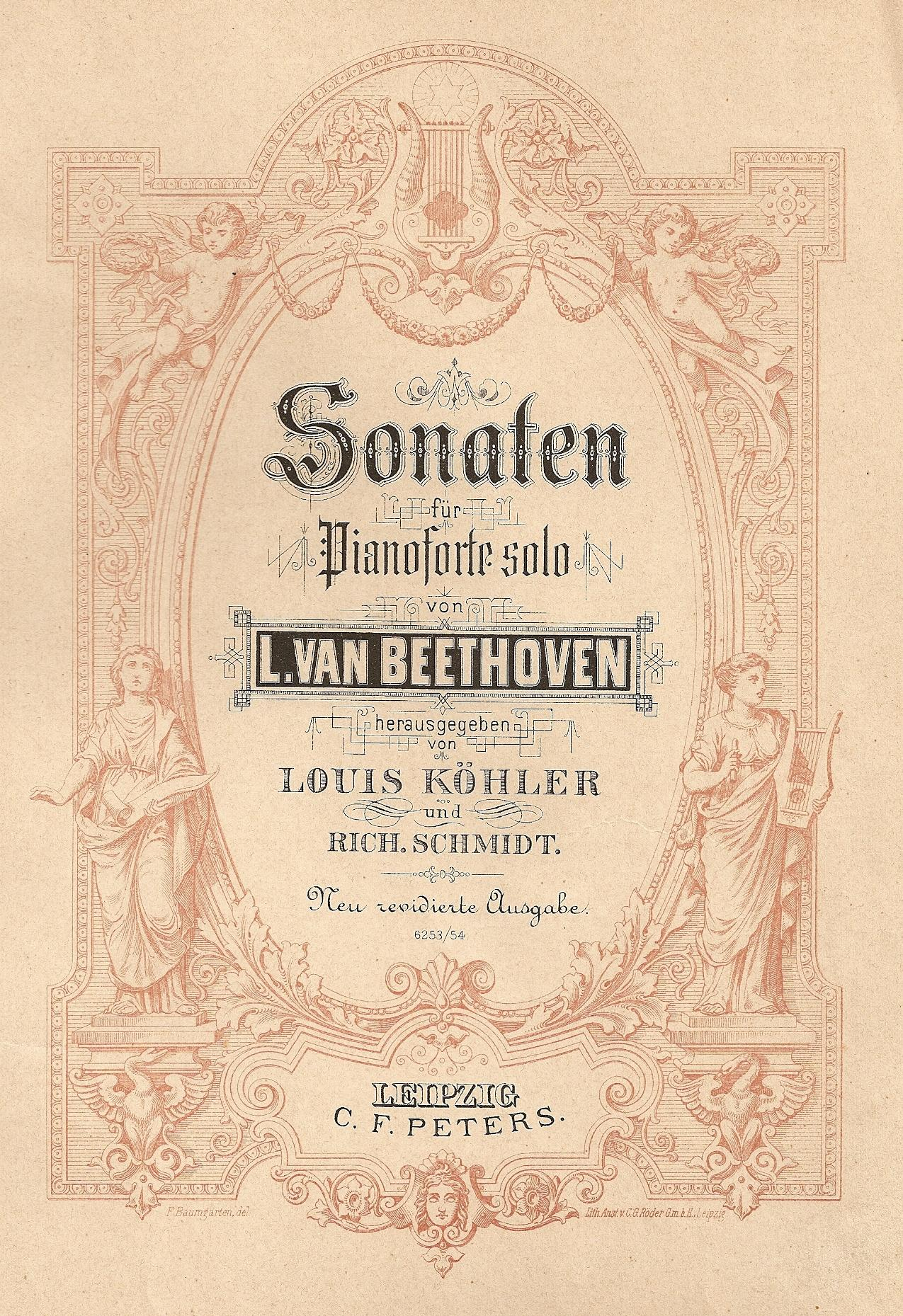
Libro delle sonate per pianoforte di Beethoven, pubblicato da Peters

La Edition Peters è un editore musicale tedesco operante dal 1800 a Lipsia.

## Storia
Dal 1860 è di proprietà della famiglia Hinrichsen, di origine ebraica. L'azienda venne confiscata dai nazisti durante la seconda guerra mondiale e i maggiori esponenti della stessa non sopravvissero alla shoah. Dopo la fine della guerra l'azienda ricevette, dall'Unione Sovietica, l'autorizzazione a riprendere l'attività.
Walter Hinrichsen fondò una nuova sede dell'azienda a New York nel 1948.
Oggi l'azienda ha sedi a Londra, Francoforte sul Meno, New York e Lipsia.